# John Hunting
John Hunting (* 15. August 1935; † 2. Dezember 2024 in Leicester) war ein englischer Fußballschiedsrichter.

## Sportlicher Werdegang
Hunting leitete ab 1968 Spiele in den verschiedenen Spielklassen der Football League, darunter auch der First Division. Dabei rückte er auch in den Kreis der internationalen Schiedsrichter und pfiff sowohl Europapokalpartien als auch nach der Aufnahme auf die FIFA-Liste 1976 Länderspiele. Nachdem im Februar 1977 erstmals ein Duell zwischen Irland und Spanien unter seiner Leitung stand, war er bis 1983 für insgesamt sieben Länderkämpfe verantwortlich – darunter mit Qualifikationsspielen für das Fußballturnier der Olympischen Sommerspiele 1980 und der Europameisterschaft 1984 sowie Partien im Rahmen der British Home Championship auch Pflichtspiele. 1984 beendete der hauptberufliche Hochschullehrer seine aktive Laufbahn.
Am 9. August 1980 pfiff Hunting das Spiel um den FA Community Shield zwischen dem FC Liverpool und West Ham United, in dem Terry McDermott mit dem einzigen Treffer der Partie den Meister aus Nordengland zum Titelgewinn schoss. Nachdem er im League Cup 1983/84 das Semifinalspiel zwischen dem FC Liverpool und dem FC Walsall (2:0) geleitet hatte, stand bei seiner Spielleitung im Endspiel um den FA Cup 1983/84, seinem letzten Schiedsrichtereinsatz, erneut ein Liverpooler Verein auf dem Platz – der FC Everton holte sich mit einem 2:0-Erfolg mit den Torschützen Graeme Sharp und Andy Gray den Titel. Beim Finale des FA Cups 1971/72 zwischen Leeds United und dem FC Arsenal (1:0) hatte er zuvor bereits Erfahrung im Wembley-Stadion gesammelt und als Linienrichter den seinerzeitigen Hauptschiedsrichter David Smith unterstützt.